# Mistrz ołtarza z Gościszowic

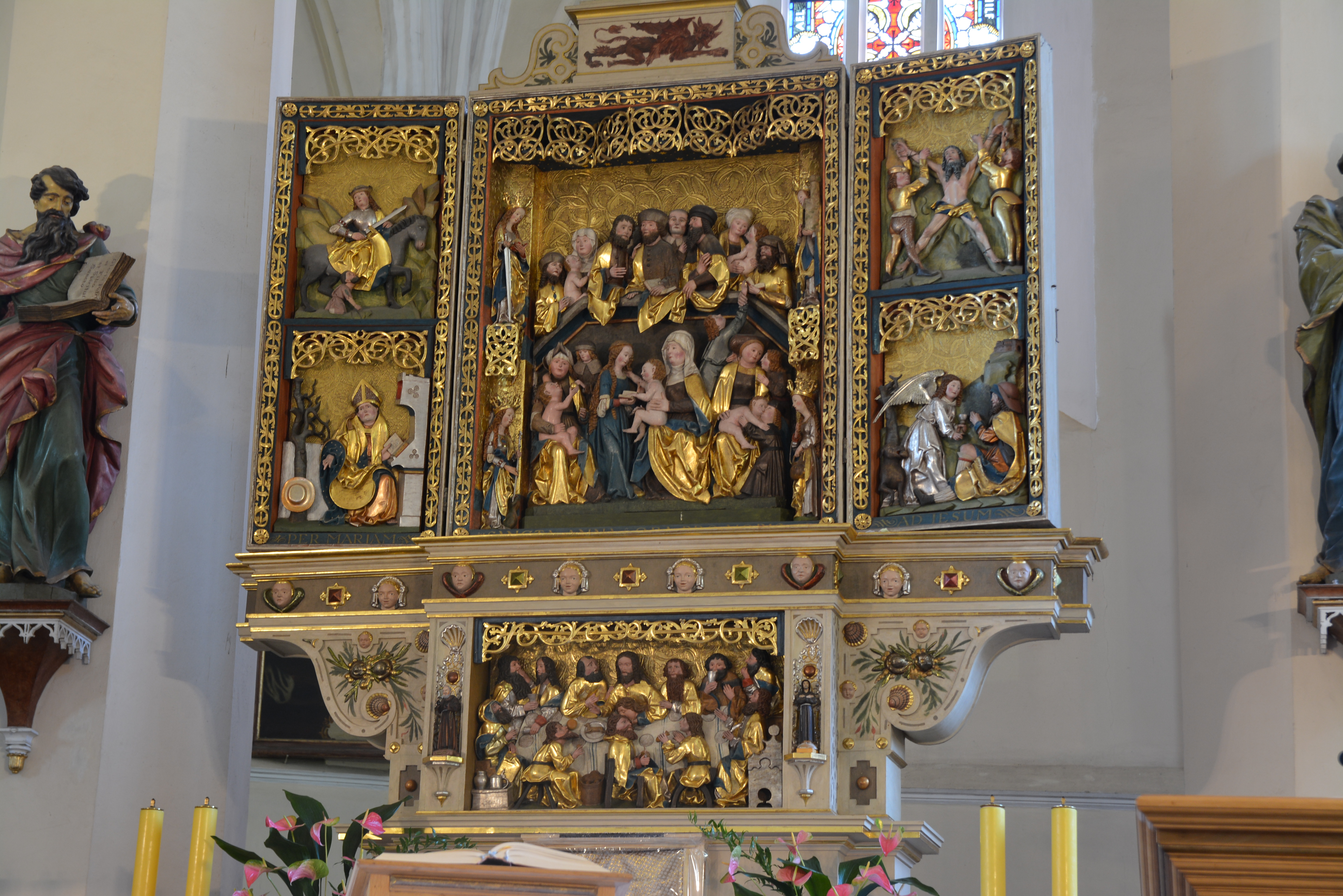
Ołtarz główny kościoła św. Michała Archanioła w Świebodzinie

Mistrz ołtarza z Gościszowic (Gościeszowic) – malarz i rzeźbiarz śląski z przełomu XV i XVI wieku. Tworzył również na terenie Wielkopolski, Saksonii i Brandenburgii.

## Teren działania
Mistrz Ołtarza z Gościszowic stworzył duży warsztat działający na Śląsku w okolicach Żagania i Szprotawy, który zajmował się tworzeniem całych ołtarzy, jak również ich części (np. predelle, nastawy), itp. 
Nazwa pochodzi od miejscowości Gościeszowice, gdzie w kościele pw. św. Katarzyny znajduje się pierwszy ołtarz przypisany warsztatowi Mistrza. 
Prawdopodobnymi dziełami Mistrza z Gościszowic są retabula ołtarzowe w następujących miejscowościach:
- Sulechów – 1499,
- Babimost – 1499 (kościół św. Wawrzyńca),
- Wichów – ok. 1500,
- Gościeszowice – ok. 1505 (kościół św. Katarzyny),
- Dzikowice – ok. 1505 (kościół pw. Matki Boskiej Bolesnej),
- Konin Żagański – 1507,
- Kościan – 1507 (kościół Wniebowzięcia NMP),
- Kalisz – ok. 1510 (Bazylika kolegiacka Wniebowzięcia NMP)[1]
- Chichy – 1512 (obecnie w kościele parafialnym w Bukowinie Bobrzańskiej),
- Konin Żagański II – 1514,
- Chichy II – 1516,
- Mycielin – ok. 1520 (kościół św. Mikołaja),
- Chotków – ok. 1520 (kościół pw. Narodzenia NMP, na czas remontu przeniesiona do Brzeźnicy do kościoła św. Marii Magdaleny)
- Świebodzin - (kościół św. Michała Archanioła)

Wpływy warsztatu sięgały nie tylko północno–zachodniego Śląska, ale również Wielkopolski, okolic Drezna (nastawa w Lomnitz). Pewna liczba retabulów w Brandenburgii wykazuje związki stylistyczne z malarskimi dziełami warsztatu. Związane jest to prawdopodobnie z wyprzedażą ołtarzy z kościołów księstwa żagańskiego przez luteran w 1539 r.

## Struktura dzieł
W środkowej części większości retabulów mieści się przedstawienie w typie Sacra Conversazione, to jest trójosobowa grupa, składająca się z Marii z Dzieciątkiem oraz dwóch świętych. Pojedyncze figury świętych często wypełniają również awersy skrzydeł nastaw (Poliptyk z Gościszowic). 
Według prof. Grażyny Jurkowlaniec z Instytutu Historii Sztuki Uniwersytetu Warszawskiego, przedstawienia te były bardzo tradycyjne. Mistrz powtarza właściwie jeden kobiecy i jeden męski typ fizjonomiczny, pozbawiony wyrazu psychicznego, różnicowany tylko nakryciem głowy, a w wypadku mężczyzn - zarostem i fryzurą. W scenach narracyjnych brak rozbudowanej głębi przestrzennej, postacie są ustawiane na jednym planie, a w scenach wieloosobowych – spiętrzane.

## Inspiracje
W częściach rzeźbionych dopatrywano się oddziaływań rzeźby południowoniemieckiej oraz śląskiej, zwłaszcza wrocławskiego kręgu Jakuba Beinharta. Linearny charakter malowideł pozwala, zdaniem badaczy, postawić hipotezę, że wykonywał je rzeźbiarz. Części malowane zdradzają oddziaływanie twórczości malarzy norymberskich (Michael Wolgemut, wrocławskie dzieła Hansa Pleydenwurffa) oraz anonimowego malarza wrocławskiego, zwanego Mistrzem lat 1486-1487.